# 查尔斯·邓肯·米切纳
查尔斯·D·米切纳（英語：Charles Duncan Michener，1918年9月22日—2015年11月1日）是一位美国昆虫学家，出生于加利福尼亚州帕萨迪纳，专攻蜜蜂的真社会性。